# 年下の男の子 (小説)
『年下の男の子』（とししたのおとこのこ）は、五十嵐貴久による日本の恋愛小説。
『月刊ジェイ・ノベル』（実業之日本社）にて2006年12月号から2007年12月号まで連載された。単行本の帯では女優の浅野ゆう子がコメントを寄せた（参照）。

## あらすじ
銘和乳業広報課に勤める37歳の川村晶子は、勢いと成り行きでマンションを購入してしまう。その翌日、新製品の宣伝用フリーペーパーの印刷ミスが発覚。担当者の晶子は、PR会社の契約社員で23歳の児島と徹夜で修正シール張り作業に徹する。その一件以来、児島と接する機会が増え、ついには交際を申し込まれた晶子だが、児島との年齢差に悩む。

## 登場人物
川村 晶子（かわむら しょうこ）
銘和乳業宣伝部広報課長補佐。37歳。入社以来、広報課一筋。東久留米に3800万円のマンションを購入する。
児島 達郎（こじま たつろう）
青葉ピー・アール社営業部の契約社員。23歳。長身で容姿も整っている。早稲田大学出身。大学時代は山岳部に所属し、就職が決まり休みを山で過ごしていた間に内定を貰っていた会社が倒産してしまい、何とか現在の職を得た。
秋山（あきやま）
銘和乳業宣伝部長。人心掌握術に長け、社内では頼りがいのある上司ナンバーワンと認知されている。妻・みどりとは社内結婚で、おしどり夫婦と言われてきたが、みどりの浮気が原因で離婚する。
野村（のむら）
銘和乳業宣伝部広報課長。ヒステリー気質。
横山（よこやま）
青葉ピー・アール社部長。
石丸（いしまる）
青葉ピー・アール社員。前年に入社したばかりの女性社員。銘和乳業の新製品をPRするフリーペーパーの作成でミスをする。打ち合わせ中の服装・態度共に問題があった。